# PRIDE Total Elimination Absolute
PRIDE Total Elimination Absolute je bila manifestacija borbi mješovitih borilačkih vještina organizirana od strane PRIDE Fighting Championships organizacije. Događaj se održao 5. svibnja 2006. godine u Osaka Domeu u Osaki, Japan.
Ova manifestacija je sadržavala prvi krug PRIDE 2006 Grand Prixja.
Borilo se 7 turnirskih borbi i jedna borba za moguću zamjenu ako se neki od boraca s turnira ozljedi. Osmi borac je trebao biti Fedor Emelianenko (trebao se boriti od drugog kruga na dalje), ali nije mogao nastaviti borbe u ovom turniru zbog ozljede ruke, te se umjesto njega borio Wanderlei Silva.

## Borbe
| Stadij turnira   | Pobjednik                | Poraženi               | Razlog pobjede           | Runda/vrijeme |
| ---------------- | ------------------------ | ---------------------- | ------------------------ | ------------- |
| Prvi krug        | Hidehiko Yoshida         | Yosuke Nishijima       | Predaja (Gušenje)        | 1/2:33        |
| Prvi krug        | Mirko Filipović          | Ikuhisa Minowa         | Tehnički Nokaut (Udarci) | 1/1:10        |
| Prvi krug        | Josh Barnett             | Aleksander Emelianenko | Predaja (Gušenje)        | 2/1:57        |
| Prvi krug        | Fabricio Werdum          | Alistair Overeem       | Predaja (Gušenje)        | 2/3:43        |
| Prvi krug        | Kazuyuki Fujita          | James Thompson         | Nokaut                   | 1/8:25        |
| Prvi krug        | Mark Hunt                | Tsuyoshi Kohsaka       | Tehnički nokaut (Udarci) | 2/4:15        |
| Prvi krug        | Antonio Rodrigo Nogueira | Zuluzinho              | Predaja (Poluga na ruci) | 1/2:17        |
| Borba za zamjenu | Roman Zentsov            | Gilbert Yvel           | Nokaut                   | 1/4:55        |

## Vanjske poveznice
PRIDE FC  Arhivirana inačica izvorne stranice od 11. lipnja 2007. (Wayback Machine)